# Kepler-4b
Kepler-4b es uno de los primeros 5 exoplanetas descubiertos por la Misión Kepler y a 3,87 radios terrestres, es el más pequeño descubierto por Kepler hasta el momento.